# Abrocoma budini
Abrocoma budini és una espècie de mamífer rosegador de la família dels abrocòmids. És endèmica de la província de Catamarca (Argentina). El seu hàbitat natural són les zones rocoses amb herbassars, on viu a altituds de més de 3.000 msnm. Està amenaçada pels incendis provocats pels ramaders bovins.
El seu nom específic, budini, és en honor del col·leccionista i explorador suïssoargentí Emilio Budin, que envià molts espècimens a Oldfield Thomas.